# Kirche Apensen

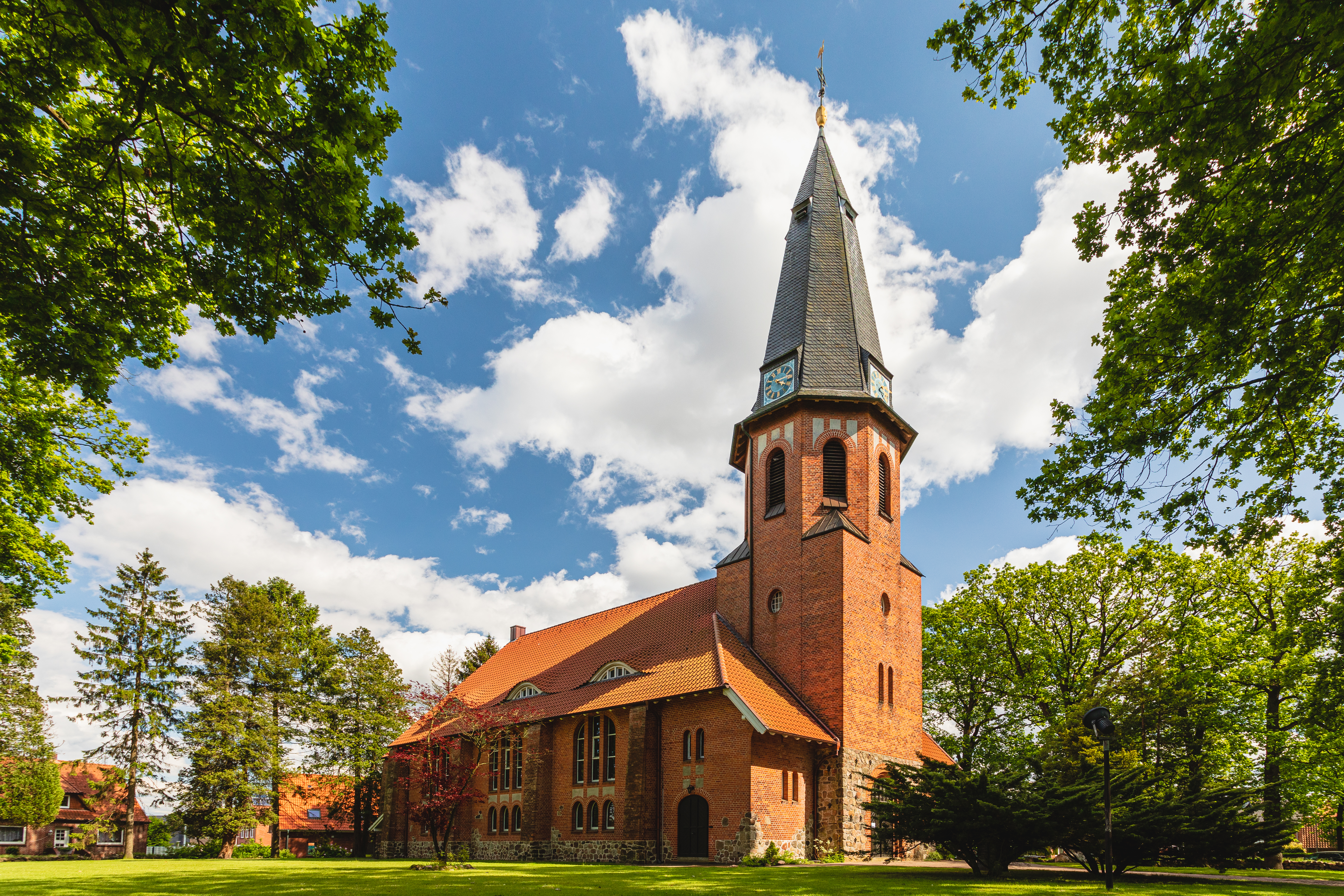
Kirche Apensen (Mai 2019)

Die Kirche Apensen ist das denkmalgeschützte Kirchengebäude der evangelisch-lutherischen Kirchengemeinde Apensen im Kirchenkreis Buxtehude (Sprengel Stade).

## Geschichte
Die jetzige Kirche steht auf dem Fundament zahlreicher älterer Kirchen und Kapellen; die erste Kirche wird hier um 800 vermutet. Die erste urkundliche Erwähnung einer Kirche in Apensen erfolgte 1352.
Bei einem Brand 1740 wurde die Vorgängerkirche stark beschädigt, alle Kirchenbücher fielen diesem Brand zum Opfer. Bei der Vorgängerkirche handelte es sich um einen schlichten, einschiffigen und rechteckigen Bau, dessen Mauerwerk zum größten Teil aus Feldstein bestand. Der 1752 erbaute hölzerne Turm befand sich westlich des Kirchenschiffs. Das Gestühl stand auf dem nackten Erdboden, nur der Mittelgang war gepflastert.
1909 wurde die Vorgängerkirche wegen Baufälligkeit abgerissen. Nach den Plänen des Hannoverschen Architekten Eduard Wendebourg errichtete man 1909–1910 einen Neubau.
Diese Kirche feierte im März 2010 ihr 100-jähriges Bestehen.

## Ausstattung
Der Altar stammt von 1910. Über ihm befindet sich eine Kopie vom Abendmahl von Leonardo da Vinci. An den Seiten befinden sich übergiebelte Bilder, die Abendmahlssymbole darstellen. Auf den Giebeln befindet sich links vom gekreuzigten Jesus der Apostel Johannes und rechts Maria. Das Mosaikfenster darunter zeigt die Auferstehung Jesu Christi.
Aus der alten Kirche stammen Kanzel und Tauffass. Beide wurden in der Zeit um 1640 geschaffen.

### Orgel
Die Orgel von Philipp Furtwängler wurde 1853 auf der Westempore des Vorgängerbaus installiert. Sie hat 18 Register, zwei Manuale und ein Pedal. 1910 wurde sie durch Furtwängler in die neue Kirche eingebaut. Durch mehrfachen Umbau haben sich Klang und Erscheinungsbild der Orgel über die Jahre stark verändert.
2014–2015 wurde sie durch Rowan West umfassend restauriert.

## Gemeinde
Zur Kirchengemeinde gehören 14 Dörfer mit ca. 5600 Gemeindemitgliedern.